# ナルディ FN.305
ナルディ FN.305
複座のFN.305
- 用途：戦闘練習機、連絡機
- 製造者：フラテッリ・ナルディ
- 運用者：イタリア空軍、ルーマニア空軍
- 初飛行：1935年1月19日

ナルディ FN.305（Nardi FN.305）は、イタリアのフラテッリ・ナルディ社で開発された単葉の戦闘練習機/連絡機である。

## 開発
FN.305は練習機と連絡機として設計され、試作機が1935年1月19日に初飛行を行った。混合構造の片持ち式低翼単葉機であり、尾輪がソリで主脚は主翼下面に内側に引き込む降着装置を備えていた。機首には出力200hp (149kW)のフィアット A.70S 直列エンジンを搭載しており、この試作機はタンデム配置の閉鎖式コックピットを持っていた。本機は単座と複座の双方で生産されることを計画されていて、次の試作機は単座の戦闘練習機と次の複座の基本練習機として開放式コックピットで製作された。その後に出力200hp (149kW) のヴァルター ボーラ 星型エンジンを搭載した長航続距離型のFN.305Dが2機製作された。最初のFN.305Dは複座型で1939年3月にローマ – アジスアベバ間の記録飛行に使用され、4,463.8km (2,773,68 miles) を平均速度240 km/h (149 mph) で飛行してクラス記録を樹立した。2番目の単座型のFN.305Dは北大西洋無着陸飛行に挑戦するためにユーゴスラビアに買い取られたが、この挑戦は中止された。
アルファロメオ 115エンジンに換装された試作機はFN.305Aとなり、その後ナルディ社の工場が手狭だったためにピアジオ社によりこの型が量産に入った。イタリア王立空軍は258機を発注したがこの大部分は複座のFN.305A戦闘練習機と連絡機であり、少数が単座開放式コックピットのFN.305Cと閉鎖式コックピットのFN.305Dであった。イタリア軍からの発注に続いて1938年には9機がチリへ、31機がルーマニアへ販売され、その後ルーマニアでは124機がIARによりライセンス生産された。輸出向けの最大の発注先はフランスであったが、1940年6月にイタリアがフランスに対し宣戦布告したために納入されたのは41機のみであった。輸出市場での最後の顧客は50機を発注したハンガリーであった。
更なる改良型はナルディ FN.315として開発された。

## 派生型

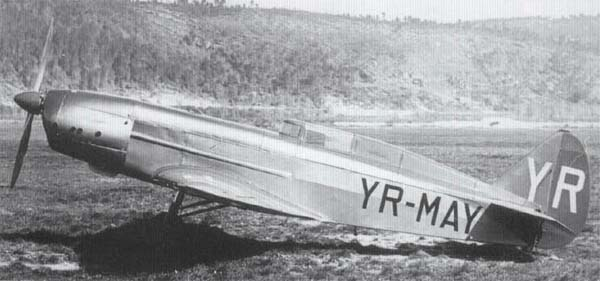
アルグス As 10Eエンジンを搭載したFN .305D (YR-MAY)

FN.305
試作機
FN.305A
複座の主量産型
FN.305B
単座の開放式コックピットを備えた型
FN.305C
単座の閉鎖式コックピットを備えた型
FN.305D
200hp (149kW) のヴァルター ボーラ 星型エンジンを搭載した長航続距離型。複座型と単座型が各1機製造。

## 運用
ブルガリア
- ブルガリア空軍 - one aircraft

 フランス
- フランス空軍

 ハンガリー王国
- ハンガリー王立空軍

 イタリア王国
- イタリア王立空軍

 ルーマニア王国
- ルーマニア王立空軍

 チリ
- チリ空軍

## 要目 (FN.305A)
出典:  The Illustrated Encyclopedia of Aircraft (Part Work 1982-1985). Orbis Publishing. pp. 2594
諸元
- 乗員: 2
- 全長: 6.98 m （22 ft 103⁄4 in）
- 全高: 2.10 m （6 ft 103⁄4 in）
- 翼幅: 8.47 m（27 ft 91⁄2 in）
- 翼面積: 12 m2 （129.17 ft2）
- 空虚重量: 704 kg （1,552 lb）
- 運用時重量: 984 kg （2,169 lb）
- 有効搭載量: kg （lb）
- 最大離陸重量: kg （lb）
- 動力: アルファロメオ 115 空冷 倒立直列6気筒、138 kW （185 hp）   × 1

性能
- 超過禁止速度: km/h （kt）
- 最大速度: 300 km/h  186 mph
- 巡航速度: km/h （kn） mph
- 失速速度: km/h （kt）
- フェリー飛行時航続距離: km （海里）
- 航続距離: 620 km （nmi） 385 miles
- 実用上昇限度: 6,000 m （19,685 ft）
- 巡航高度: 9,800 m (32,000 ft)
- 離陸滑走距離: m （ft）
- 着陸滑走距離: m （ft）
- 馬力荷重（プロペラ）: kW/kg （lb/hp）